# Nilus radiatolineatus
Espèce
Synonymes
- Thalassius radiatolineatus Strand, 1906
- Thalassius brunneopictus Caporiacco, 1940
- Thalassius marfieldi Roewer, 1955
- Thalassius kaestneri Roewer, 1955

Nilus radiatolineatus est une espèce d'araignées aranéomorphes de la famille des Pisauridae.

## Distribution
Cette espèce se rencontre en Éthiopie, au Kenya, au Cameroun, au Congo-Kinshasa, au Zimbabwe, en Namibie, en Afrique du Sud et au Eswatini.

## Description
La femelle holotype mesure 18,5 mm.
Le mâle décrit par Sierwald en 1987 mesure 20 mm et les femelles de 16 à 21,5 mm.

## Systématique et taxinomie
Cette espèce a été décrite sous le protonyme Thalassius radiatolineatus par Strand en 1906. Elle est placée dans le genre Nilus par Jäger en 2011.
Thalassius brunneopictus, Thalassius marfieldi et Thalassius kaestneri ont été placées en synonymie par Sierwald en 1987.

## Publication originale
- Strand, 1906 : « Diagnosen nordafrikanischer, hauptsächlich von Carlo Freiherr von Erlanger gesammelter Spinnen. » Zoologischer Anzeiger, vol. 30, p. 604-637 & 655-690 (texte intégral).